# Ansan (métro de Séoul)
Ansan (hangeul : 안산 ; hanja : 安山) est une station de correspondance entre la ligne 4 et la ligne Suin–Bundang du métro de Séoul. Elle est située au 462 Jungang-daero, quartier Wongok-dong, dans l'arrondissement Danwon-gu de la ville Ansan-si, sur le territoire de la province Gyeonggi-do, au sud-ouest de Séoul, en Corée du Sud.

## Situation sur le réseau

Plan du réseau (2023)

La station, établie en surface, Ansan est une station de correspondance, située sur la section commune à la ligne 4 et la ligne Suin–Bundang du métro de Séoul{ :
sur la ligne 4, elle est située entre la station Choji, en direction du terminus nord-est Jinjeop, et la station Singiloncheon, en direction du terminus sud-ouest Oido;
sur la ligne Suin–Bundang, elle est située entre la station Choji, en direction du terminus nord Cheongnyangni, et la station Singiloncheon en direction du terminus ouest Incheon.

## Histoire
La station Ansan est mise en service le 25 octobre 1988 sur la ligne Ansan, lors de l'ouverture à l'exploitation de la section de Geumjeong à Ansan, terminus de la ligne,.
Le 28 juillet 2000 elle devient une station de passage lors de l'ouverture de la section de Ansan à Oido.